# Sebastian de Souza
Sebastian de Souza est un acteur britannique né le 19 avril 1993 à Oxford. Il est connu pour son rôle dans la troisième génération de la série Skins, interprétant le personnage de Matthew « Matty » Levan.

## Biographie
Sebastian Denis de Souza né à Oxford au Royaume-Uni, le 19 avril 1993. Il est le second fils de Elinor Kelly et Chris de Souza (en), un producteur d'opéra portugais. Il a un frère aîné nommé Tristan. Il est issu d'une famille d'origine portugaise et indienne. 
Élève à la Brockhurst et Marlston House Preparatory School à Boxford, Sebastian développe une grande fascination pour le théâtre, la musique et l'écriture. À l'âge de 11 ans, il joue dans la pièce de théâtre de son école, dans une grange, l'histoire de The Willows at Christmas, une adaptation de William Horwood. En 2006, alors qu'il n'avait que 13 ans, il a co-écrit avec le club cinéma de son école et joue dans un court métrage nommé Hangman, qui sera présenté en première à la Corn exchange (en). Cette même année, il remporte un prix de musique de la St Edward's School (en) pour ses prestations en tant que pianiste, clarinettiste et chanteur. 
Plus tard, il interprétera de nombreux rôles dans de diverses pièces de théâtre tels que Le Songe d'une nuit d'été, Les Grandes Espérances ou encore Henri V, à la North Wall Arts Centre (en). Il remportera par ailleurs un prix pour ses interprétations en 2010.
Il entame par la suite ses études au pensionnat de Brockhurst Preparatory School (en) dans le comté de Berkshire et à la St Edward's School (en) à Oxford, où il a obtenu un baccalauréat en anglais, histoire et philosophie. Durant cette période, il a également suivi les ateliers de théâtre au Watermill Theatre (en), près de Newbury. Depuis 2010, il est membre du National Youth Theatre.

## Filmographie

### Acteur

#### Cinéma
- 2014 : Plastic de Julian Gilbey : Rafa
- 2016 : Kids in Love de Chris Foggin : Milo
- 2018 : Ophélie (Ophelia) de Claire McCarthy : Edmund
- 2023 : Fair Play de Chloe Domont

#### Télévision

##### Séries télévisées
- 2011-2012 : Skins : Matthew « Matty » Levan (14 épisodes)
- 2012-2013 : The Borgias : Alphonse d'Aragon (11 épisodes)
- 2015 : Crossing Lines : Matteo (saison 3, épisode 4)
- 2016 : Recovery Road : Wes Stewart (10 épisodes)
- 2018 : Les Médicis : Maîtres de Florence : Sandro Botticelli (saison 3, récurrent saison 2 - 16 épisodes)
- 2020 : Normal People : Gareth (2 épisodes)
- 2020 : The Great : Leo (8 épisodes)

##### Téléfilms
- 2017 : Maigret au Picratt's : Philippe Martinot

### Scénariste

#### Cinéma
- 2016 : Kids in Love
- 2018 : Ophélia: Edmund